# تپه ملاق بن
تپه ملاق بن مربوط به هزاره اول قبل از میلاد است و در شهرستان ساری، بخش مرکزی، روستای تیرکلا واقع شده و این اثر در تاریخ ۱ مهر ۱۳۸۲ با شمارهٔ ثبت ۱۰۲۹۱ به‌عنوان یکی از آثار ملی ایران به ثبت رسیده است.